# تومي غيريرو
تومي غيريرو (بالإنجليزية: Tommy Guerrero)‏ هو عازف قيثارة وكاتب أغاني وموسيقي أمريكي، ولد في 9 سبتمبر 1966 في سان فرانسيسكو في الولايات المتحدة.